# Nabi
Nabi (kinesiska: 那毕乡, 那毕) är en socken i Kina. Den ligger i den autonoma regionen Guangxi, i den södra delen av landet, omkring 210 kilometer nordväst om regionhuvudstaden Nanning.
Genomsnittlig årsnederbörd är 1 600 millimeter. Den regnigaste månaden är juni, med i genomsnitt 328 mm nederbörd, och den torraste är februari, med 23 mm nederbörd.